# Esteban Buxó
Esteban Buxó fue un grabador español del siglo XIX.

## Biografía
Grabador en acero, era natural de Barcelona. Fue discípulo de la Escuela de Bellas Artes de su ciudad natal y de la dependiente de la Real Academia de San Fernando. Participó en las exposiciones públicas de 1860, 1862 y 1864, en la última de las cuales alcanzaría una medalla de tercera clase, después de diversas menciones honoríficas conseguidas previamente. En dichas exposiciones presentó las obras: Detalles del palacio del Excmo. Sr. Duque de Frías en Toledo, Detalles del salón de la casa de Mesa en Toledo, Mezquita en la Alhambra, el Alcázar de Toledo  y un retrato de Pío IX. Fueron también suyas algunas láminas de las obras El Universo (colección de viajes) y la Calefacción y saneamiento de aposentos.